# Аеродвері

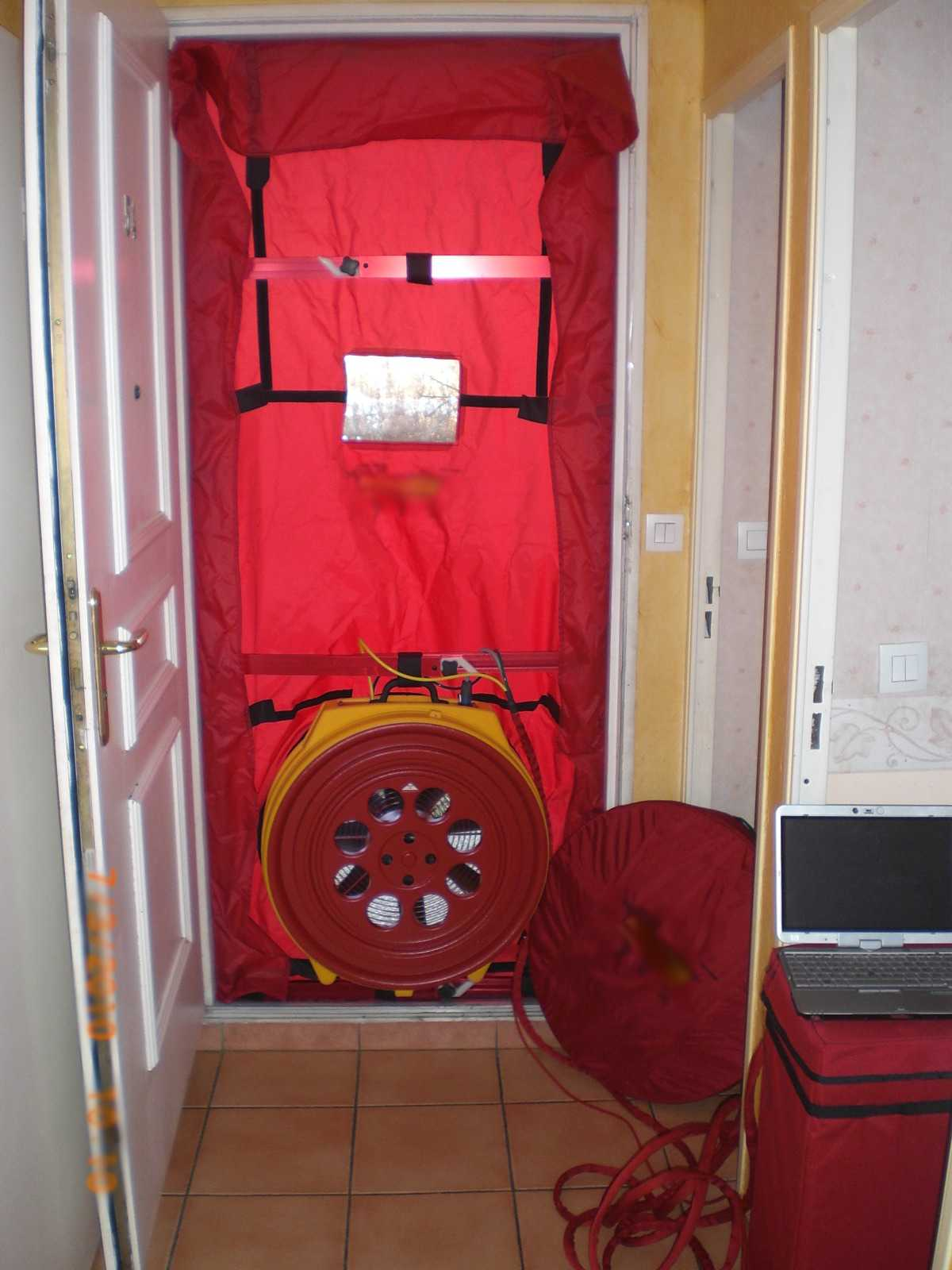
Аеродвері

Аеродвері — спеціалізований манометричний потокошукач, призначений для проведення натурних випробувань повітропроникності огороджувальних конструкцій будівлі, вимірювання кратності повітрообміну будівлі, а також для оцінки герметичності окремих приміщень або секцій будівлі.

## Опис і принцип роботи
Аеродвері складаються з трьох основних компонентів:
1. знімної тканинної або пластикової дверної панелі, яка встановлюється в отвір вхідних дверей тестованої будівлі, з отвором для вентилятора;
2. каліброваного вимірювального вентилятора (або декількох вентиляторів), здатного забезпечити повітряний потік в інтервалі від одиниць до десятків тисяч кубічних метрів на годину;
3. диференціального манометра, що здійснює вимірювання тиску в різних точках як всередині будівлі, так і поза нею, і керує роботою вентилятора в режимі реального часу.

Вентилятор аеродверей встановлюють в отвір вхідних дверей або вікна будівлі за допомогою знімної дверної панелі. Всередині будівлі відкривають всі двері. Закривають всі зовнішні вікна, двері і кватирки, герметизують вентиляційні отвори, канали витяжних вентиляторів, витяжні канали опалювального обладнання. Відключають обладнання для спалювання палива (холодну золу з нього видаляють або покривають повітронепроникним матеріалом), витяжні і припливні вентилятори, кондиціонери повітря, термостати на радіаторах, всі види газового обладнання та інші системи, працездатність яких чутлива до перепадів атмосферного тиску. Вимірюють атмосферний тиск всередині і зовні будівлі. Вмикають вентилятор в режимі нагнітання повітря всередину будівлі або в режимі створення розрідження — в залежності від цілей тесту. Змінюючи за допомогою вентилятора швидкість та напрямок потоку повітря, виконують серію вимірювань наступних параметрів:
- об'єм повітря, що проходить через вентилятор;
- атмосферний тиск всередині будівлі;
- атмосферний тиск зовні будівлі;
- атмосферний тиск на кожусі двигуна вентилятора.

Всі отримані під час тесту дані зберігають для подальшої обробки і аналізу.
Описаний спосіб неруйнівного контролю по фізичному процесу, покладеному в його основу, відноситься до потокошуканню (неруйнівний контроль проникаючими речовинами), а по первинному інформаційному параметру — до газового методу.
Аеродвері застосовуються:
- для вимірювання параметрів повітропроникності огороджувальних конструкцій будівель і кратності повітрообміну приміщень;
- для виявлення повітропроникних дефектів;
- для оцінки енергоефективності будівлі;
- для перевірки роботи систем вентиляції;
- для визначення кратності повітрообміну;
- для оцінки герметичності чистих приміщень;
- для перевірки працездатності систем газового пожежогасіння та систем запобігання пожежі[ru].